# Iljusjin Il-2
Iljusjin Il-2 Sjturmovik (russisk: Ильюшин Ил-2 Штурмовик: angriber, stormer) var en jagerbomber, der blev benyttet af Sovjetunionen under 2. verdenskrig. Flyet blev designet og produceret af Iljusjin, der fremstillede 36.183 eksemplarer af flyet og i alt 42.330 af Il-2 og videreudviklingen Iljusjin Il-10, hvilket er det største antal af et militærfly, der nogensinde er produceret. Det er blandt de fly, der er bygget i flest eksemplarer sammen med det amerikanske privatfly Cessna 172 og Sovjetunionens Polikarpov Po-2 Kukuruznik biplan, der under 2. verdenskrig udførte missioner side om side med Iljusjin Il-2.
Il-2 var en en-motoret, lavvinget jagerbomber med en besætning på to mand (én mand i tidligere versioner), der var designet til angreb på jordmål. Il-2 havde et for datiden svært panser, der beskyttede pilot, motor og brændstoftanke. Il-2 blev primært anvendt til at udføre angreb mod tyske kampvogne og panserkøretøjer samt andre mål på jorden. Flyet blev tillige benyttet som jagerfly mod tyske transportfly og andre langsomme fly.
Sjturmovik-piloterne gav flyet kælenavnet "Iljusja" ("lille Iljusjin"). Tropperne på jorden benyttede navnet "Den Pukkelryggede" eller "Den flyvende tank". Efter afslutningen af 2. verdenskrig fik flyet NATO rapporteringsnavnet Bark. Il-2 spillede en vigtig rolle på Østfronten. Josef Stalin udviste sin begejstring for flyet på sin egen manér; da fabrikken på et tidspunkt under krigen kom bagud med produktionen, sendte Stalin et vredt telegram til fabrikkens leder, hvori Stalin skrev "Flyene er lige så vigtige for den Røde Hær som brød og vand." "Jeg kræver flere maskiner. Det er min sidste advarsel!"
Ved ophøret af anden verdenskrig ophørte også produktionen af flyet, der fortsatte sin tjeneste nogle år endnu i Sovjetunionen og i en række østeuropæiske lande. De sidste fly fløj i Bulgarien og i Mongoliet frem til 1954.

## Design og udvikling

### Oprindelse
Idéen om et sovjetisk pansret angrebsfly opstod i begyndelsen af 1930'erne, da Dmitrij Pavlovitj Grigorovitj designede de pansrede biplaner TSh-1 og TSh-2. De sovjetiske motorer på den tid var imidlertid ikke kraftige nok til at give de tunge fly tilstrækkelige flyveegenskaber. Il-2 blev designet af Sergej Iljusjin og dennes medarbejdere på sit designbureau (OKB) i 1938. TsKB-55 var et tosædet fly med et 700 kg panser, der beskyttede mandskabet, motoren, kølesystemet og brændstoftanken. Med fuld last og brændstof vejede flyet mere end 4.700 kg, hvoraf panseret udgjorde ca. 15% af flyets vægt. Helt unikt for et fly fra anden verdenskrig var Il-2's panser designet til at indgå som en selvbærende del af Iljusjins monocoque-struktur, hvilket var med til at holde vægten nede. Prototypen TsKB-55 fløj første gang den 2. oktober 1939og fik betegnelsen BSh-2 af Sovjetunionens luftvåben. Prototyperne - TsKB-55 and TskB-57 - blev bygget på fabrik nr. 39 i Moskva, der på daværende tidspunkt var hjemstedet for Iljusjins designbureau.
BSh-2 var for tung og den oprindelige Mikulin AM-35-motor med 1.370 HK designet for at give maksimal kraft i høj flyvehøjde var for svag til flyet. Flyet blev derfor ombygget til TsKB-57, et lettere enkelt-sædet design, med en kraftigere 1.680 HK Mikulin AM-38-motor, en videreudvikling af AM-35 optimeret til maksimumydelse i lav flyvehøjde. TsKB-57 fløj første gang den 12. oktober 1940. Prototypen bestod de sidste tests i marts 1941 og blev herefter navngivet Il-2 i april. De første leverancer af det nye fly til kampenhederne fandt sted i maj 1941.
Il-2's primære våben var dens 23 mm maskinkanon. To forskellige designs blev udviklet til brug for flyet. Det ene design, MP-6, blev udviklet af Jacob Taubin og testet i 1940 og 1941. Det andet design var en ny-udviklet gasdrevet Volkov-Yartsev VYa-23-kanon. I maj 1941 blev udviklingen af MP-6 udviklingen stoppet, og Jakob Taubin arresteret efter anklager om at udvikle ufærdige våben. Taubin blev henrettet i oktober 1941, og Il-2 blev udstyret med Volkov-Yartsev VYa-23.

### Produktion
Il-2 endte med at blive fremstillet i store tal og blev det militærfly, der nogensinde er blevet fremstillet i flest eksemplarer. Ved Nazi-Tysklands angreb på Sovjetunionen den 22. juni 1941 rådede Sovjetunionens luftvåben imidlertid kun over 249 il-2'ere.
Produktionstempoet ved krigens begyndelse var dog lavt, da det var nødvendigt at flytte fabrikkerne nær Moskva og andre større byer i det vestlige Sovjetunionen til områder øst for Uralbjergene for komme i sikkerhed for den hastigt fremrykkende tyske hær. Flytningen af produktionsfaciliteterne gav Iljusjin mulighed for at genoverveje produktionsmetoderne, og to måneder efter flytningen kunne produktionen genoptages. Tempoet i produktionen efter den tyske invasion behagede dog ikke Josef Stalin, der sendte et telegram med følgende indhold til de to ledere af fabrikken, Shenkman og Tretjakov:
Efter Stalins telegram blev produktionen af Il-2'ere forøget.

## Operativ historie

### Oprindelig brug
Il-2 kom i kamp første gang ved 4. angrebsregiment (ShAP) omkring floden Berezina dagen efter den tyske invasion. Flyet var på det tidspunkt så nyt, at piloterne ikke havde haft tid til tilstrækkelig træning i flyets karakteristika og til taktik, ligesom personellet på jorden ikke var fortrolig med vedligeholdelse af flyet og til at bevæbne flyet efter tilbagekomst fra missioner. Da Nazityskland den 22. juni 1941 invaderede Sovjetunionen havde hæren 249 Il-2'ere i tjeneste, hvoraf de 65 var udstationeret ved 4. ShaP. I løbet af de første tre dage mistede 4. ShaP 10 Il-2'ere i kamp, 19 gik tabt af andre årsager og 20 piloter var blevet dræbt. Den 10. juli havde 4. ShAP blot 10 fly tilbage ud af de oprindelige 65. De første Il-2'ere var alene betjent af en enkelt pilot, og den langsomme og lavtflyvende Il-2 fly var sårbart overfor Luftwaffes hurtigere jagerfly, der kunne angribe oppefra.

### Ændring af taktik
Efter at de sovjetiske piloter blev mere fortrolige med flyet, blev angrebstaktikken ændret. I stedet for at flyve horisontalt i 50 meters højde, blev angreb nu udført således, at målet blev holdt til venstre for flyet, der herefter udførte angrebet i en svagt dyk på 30 grader i en echelonformation med mellem 4 til 12 fly ad gangen. Selvom Il-2'erens RS-82 og RS-132 raketter var i stand til at ødelægge tanks med en enkelt træffer, så var raketterne så upræcise, at erfarne Il-2 piloter primært benyttede flyets maskinkanon. Et andet kraftigt våben var Il-2'erens anti-tank bomber. Bomberne, der blot vejede 1,5 kg., kunne medbringes med op til 192 stk. i fire eksterne beholdere, eller op til 220 i interne kamre. Anti-tank bomberne kunne gennemtrænge de tyske kampvognes forholdsvis tynde panser på oversiden. Anti-tank bomberne blev første gang benyttet i stor skala under Panserslaget ved Kursk.
Efter ændring af taktikken og efter at produktionstempoet på fabrikkerne kom op, blev Il-2 anvendt i vidt omfang på Østfronten. Flyet kunne flyve lav højde og havde bevæbning, der kunne gennembryde panseret på de tyske kampvogne Panther og Tiger I.

### Il-2 som angrebsfly
Il-2's militære egenskaber som kampfly er vanskelige entydigt at fastlægge. I Aircraft profile 88: Ilyushin Il-2 af W. Liss er angivet, at Il-2'ere under panserslaget ved Kursk den 7. juli 1943 på blot 20 minutter ødelagde 70 tanks fra den tyske 9. panserdivision. I en anden rapport fra samme dags aktion er af sovjetisk personel anført:
 Kamptropperne værdsætter flyenes arbejde mod landjorden. I en række tilfælde blev fjendens angreb standset takket være vore luftoperationer. Således også den 7. juli, hvor fjendens angreb med tanks blev standset ved Kashara (13. arme). Her leverede vor angrebsfly tre kraftige angreb i grupper af 20-30 fly, der resulterede i ødelæggelsen af 34 tanks, der blev elimineret. Fjenden var tvungte til at indstille yderligere angreb og til at trække resterne af styrken tilbage til nord for Kashara.

 — Glantz og Orenstein 1999, p. 260.
Under panserslaget om Kursk anvendte General V. Rjazanov en taktik med anvendelse af mange fly i de samme angreb og udviklede og raffinerede taktikken med flyangrebene i samarbejde med infanteri, artilleri og pansertropper. Rjazanov blev senere tildelt ordenen Guldstjernen for Sovjetunionens helt og det 1. Flyangrebskorps blev den første enhed, der modtog ordenen "Vogter".
ikke desto mindre led Sovjetunionen svære tab under kampene af Il-2 Sturmovik. Luftwaffes kommando hævdede, at de nedskød 6.900 fly i 1943 og 7.300 i 1944. Selvom disse tal formentlig er overdrevet med en faktor 2, var de faktiske tab kolossale. I 1943 mistedes én Il-2'er for hver 26. mission. Halvdelens af de tabte fly blev skudt ned af jagerfly og den anden halvdelen blev skudt ned af antiluftskyts.
Udover flyets sårbarhed for fjendtlig beskydning, var det et problem for Il-2, at flyets angreb var upræcise. Mod slutningen af krigen var Sovjetunionen i stand til at koncentrere et massivt antal fly til at støtte hærens offensiver, men særlig mod velbeskyttede eller nedgravede enheder var flyets effekt mere af psykologisk virkning end egentlig skadevirkning. Under Vyborg–Petrozavodsk-offensiven i 1944 var de finske tropper for få og for spredt til slå igen mod de sovjetiske bølger af Pe-2'ere og Il-2'ere, men de erfarede hurtigt, at Il-2'ernes angreb ofte ramte ved siden af målet, særlig i forbindelse med bombninger. Hvor Il-2'erne kunne være særdeles effektive i angreb mod kolonner af køretøjer eller heste, var angreb mod nedgravede enheder ofte ineffektive. I situationer, hvor finnerne beskød flyene med nedgravede 20 og 40mm anti-luftskyts, skete aldrig ødelæggelse af finnernes maskinkanoner, hvorimod mange Il-2'ere blev nedskudt.
Det tunge panser på Il-2 betød, at flyet kun kunne medføre en forholdsvis beskeden bombelast, hvilket i kombination med den ringe træfsikkerhed gjorde flyet mindre effektivt end dets amerikanske og britiske modstykker som P-47 Thunderbolt og Hawker Typhoon. Dets fire RS-132 raketter havde en sprængladning på kun 900 gram, hvilket også var langt mindre end de amerikanske og britiske sprænghoveder. For at kompensere for flyets manglende præcision udviklede Sovjetunionen i 1943 PTAB-bomberne, en lille bombe, der kunne gennemtrænge panser på kampvogne og som blev smidt som klyngebomber. Il-2 kunne medbringe op til 192 af disse bomber, der kunne spredes i et bombetæppe på 70 x 15 meter.

### Agterskytte
De oprindelige produktionsserier af Il-2 blev produceret uden agterskytte, men det blev hurtigt åbenbart, at Il-2, der fløj lavt og langsom, var meget sårbart overfor angribende tyske jagerfly, der angreb flyet oppefra og bagfra. I krigens første måneder mistede Sovjetunionen mange fly. Mange fly blev derfor modificeret ved at skære hul skroget bag piloten for at give plads til en agterskytte, der med et 12,7 mm UBT maskingevær kunne dække mod angribende fly. De første modificerede fly fik interimistisk indrettede pladser til agterskytten. De installerede maskingeværer gav mulighed for at skyde med en vinkel på 35° opad, 35° til styrbord og 15° bagbord. Flyene mistede mellem 10 og 20 km/t i tophastighed og flyet blev mere vanskeligt at flyve, da tyngdepunktet blev rykket bagud. I begyndelsen af marts 1942, blev en ny-produceret Il-2 med særskilt cockpit til agterskytten testet ved Iljushins fabrikker. Det nye cockpit og armeringen forøgede vægten med 170 kg. Det nye fly havde en forlænget krop for at give plads til agterskytten, ligesom canopy'et blev forlænget for at give agterskytten beskyttelse med vind og vejr. Piloten i Il2 var fra start af godt beskyttet af flyets armering (det såkaldte "badekar") med 12 mm panser og 65 mm glas i canopy'et, men agterskytten blev imidlertid alene beskyttet af 6 mm panser, der kun beskyttede mod riffelskud. Agterskytterne viste sig effektive i kamp og alene under testflyvninger nedskød agterskytterne på Il-2'erne syv Bf 109'ere og afvist flere angreb fra tyske fly.
Agterskytterne var dog dårligt beskyttet og dødsraten var meget høj. Det var først efter 1944, at den 13 mm tykke panserplade blev flyttet tilbage og komplementerede flyets træskrog, der indtil da var eneste beskyttelse af agterskytten. Panseret blev imidlertid ikke forlænget helt tilbage, ligesom der ikke var panser under agterskytten. Det forøgede panser agter og forøget vægt som følge af opgradering af agterskyttens maskinkanon betød, at tyngdepunktet blev flyttet bagud, hvilket forringede flyets egenskaber. Som følge heraf blev flyets vinge modificeret ved at trække vingen tilbage.
For at forbedre flyets ydelse, arbejdede designbureauet Mikulin med en opgraderet motor, AM-38. Den nye motor havde en ydelse på 1.700 hk ved start og 1.500 hk i 750 meters højde, hvilket gav en forbedret ydelse ved start og ved flyvning i lav højde.

### "Den flyvende tank"
Som følge af pansringen var Il-2 modstandsdygtig overfor beskydning. En Il-2 blev rapporteret at være ramt af 600 skud, men kunne på trods heraf vende tilbage til basen ved egen kraft, også selv om alle flyets ror var skudt i stykker og skroget har taget flere alvorlige træffere. De tyske piloter foretrak at rette beskydningen mod cockpittets canopy og vingernes fæstning i skroget..
Det pansrede "badekar", der beskyttede piloten og motoren med et panser i tykkelse 5-12 mm kunne modstå beskydning med skydevåben med lille kaliber. Der er rapporter om at canopy'ets panser er blevet ramt med 20 mm træffere uden at briste. Agterskytten var dog ikke sikret på samme måde som piloten, og agterskyttens led tab, der var fire gange så høje som piloternes tab.
Tab blev ikke mindre af, at flyvevåbnets taktik var altid at affyre alt skyts på en mission, hvilket betød at Il-2'erne ofte overfløj målene flere gange. Hæren anmodede ofte om, at flyene overfløj slagmarken selv efter at ammunitionen var opbrugt for at intimidere de tyske tropper på jorden. De tyske tropper gav flyet tilnavnet Schlächter (Slagter). Flyet blev også kaldet "Den flyende tank" og Luftwaffes piloter gav flyet tilnavnet Eiserner Gustav (Jern Gustav) og Zementbomber (Cement bomberen).
Finnerne kaldet flyet maatalouskone ("traktor").

### Anvendelse af flyet til luftkamp
Som følge af mangel på jagerfly i 1941–1942 blev Il-2 til tider anvendt som jagerfly. Flyet var klart de tyske Messerschmitt Bf 109 og Focke-Wulf Fw 190 underlegent i luftkamp, men Il'erne kunne med en vis succes anvendes til nedkæmpning af andre af Luftwaffes langsommere fly, såsom Henschel Hs 126, der led svære tab mod Il-2'erne. Il-2'ere angreb også ofte de tyske Stukaer, hvis 7.92 mm maskingevær ikke var kraftigt nok til at gennemtrænge Il-2'ernes panser. Under vinteren 1941–1942 blev Il-2'ere ofte anvendt til angreb på Luftwaffes transportfly, herunder Junkers Ju-52/3m. Under Slaget om Stalingrad var Il-2'erne effektive i angreb på de tyske Ju 52'ere og transport- og bombeflyene Heinkel He 111 og Focke-Wulf Fw 200 Condor, der leverede forsyninger til de omringede tyske enheder. Det var dog ikke ualmindeligt, at Sjturmovik nedskød tyske Messerschmitt 109-jagerfly.
Il-2 var effektiv som angrebsfly mod mål på jorden og kunne benyttes mod langsomme bombe- og transportfly, men flyet led svære tab overfor Luftwaffes jagerfly. Tabene var meget store og det højeste af alle sovjetiske fly, hvilket dog modsvares af, at det også var det mest benyttede af Sovjetunionen. Tabene af Il-2'ere i 1941-1945 udgjorde 10.762 fly (533 i 1941, 1.676 i 1942, 3.515 i 1943, 3.347 i 1944 og 1.691 i 1945). Flyets primære defensive taktik var at flyve lavt og at tage gassen af, hvorefter det fjendtlige fly ville flyve fordi Il-2'eren, der herefter fik det fjendtlige fly på skudhold.

## Varianter
Den første topersoners prototype var for tung i forhold til den begrænsede motorkraft i den anvendte AM-35 motor. En modificeret enkeltsædet version blev derfor hurtigt designet og fik sin ilddåb i den tidlige fase af Den Store Fædrelandskrig. Flyet viste sig effektivt til udførelse af angreb mod mål på jorden, men mange fly gik tabt grundet flyets svagheder overfor fjendtlige fly. Som følge heraf blev der i februar udviklet et nyt design med plads til en agterskytte. Det nye design, Il-2M med en agterskytte i et forlænget cockpit og canopy blev taget i tjeneste i september 1942. De eksisterende Il-2'ere blev ombygget for at gøre plads til en agterskytte. Efterfølgende ændringer omfattede en opgradering af agterskyttens 20 mm maskingevær til en 23 eller 37 mm maskinkanon, forbedringer af aerodynamikken, udskiftning af nogle af vingens metaldele til træ og forøget brændstof-kapacitet. I 1943 blev Il-2 Type 3 eller Il-2m3 introduceret med nye "pile-vinger", hvor vingens forreste kant var trukket 15 grader tilbage, hvilket gav flyet en vinge, der mindede om det amerikanske træningsfly AT-6. Flyets egenskaber og håndtering blev væsentligt forbedret som følge af det nye design, der flyttede flyets tyngdepunkt bagud.

TsKB-55
To-sædet prototype, AM-35 motor; første flyvning den 2. oktober 1939.
BSh-2
Navnet for TsKB-55 prototypen som Sovjetunionens luftvåben benyttede.
TsKB-57
Enkelt-sædet prototype med AM-38 motor, fløj første gang 12. oktober 1940.
Il-2 (TsKB-57P)
Enkeltsædet serieproduceret udgave med AM-38 motor, fløj første gang den 29. december 1940. De første leverancer til kampenheder fandt sted i maj-juni 1941. Fik navnet Il-2 i april 1941. Bevæbnet med 20 mm ShVAK eller 23 mm VYa-23 (afhængig af hvilken fabrik, hvor Il-2 blev fremstillet).
Il-2 To-sædet
To-sædet version med AM-38 motor. Kom i kamp første gang en 30. oktober 1942 nær Stalingrad. Den maksimale bombelast blev reduceret fra 600 kg til 400 kg. Flyet blev brugt til at flyve yderst i formationer som forsvar mod tyske jagerfly. Flyet blev hurtigt modificeret yderligere til Il-2 1943.
Il-2 1943
I Vesten kaldet "Il-2M". Flyets havde en opgraderet AM-38F motor. Flyet blev leveret til frontenheder fra begyndelsen af 1943. I 1943 blev versionen bevæbnet med et 20 mm ShVAK-maskingevær udfaset til fordel for version med en 23 mm VYa-variant.
Il-2 med NS-37
I Vesten kaldet "Il-2 Type 3M". Baseret på den to-sædede Il-2, bevæbnet med Nudelman-Suranov NS-37 fæstnet under vingerne i stedet for 20/23 mm kanoner, var denne version et forsøg på et anti-tank fly. Bombelasten var reduceret fra 600 til 200 kg. Versionen blev første gang anvendt under panserslaget om Kursk. Flyet var dog ikke særlig effektivt, og at produktionen af denne variant var "blot" 3.500 stk.
Il-2 produktion 1944 "vinge med pil"
I Vesten kaldet "Il-2M3" eller "Il-2 Type 3". I takt med at duralumin blev tilgængeligt for flyfabrikkerne blev Il-2 bygget med et sæt af vinger fremstillet alene af metal. Samtidig blev vingens forside strakt tilbage, mens bagsiden blev fastholdt.
Il-2U
Træningsfly, også kaldet UIl-2.
Il-2T
En variant til den sovjetiske flåde uden VYa-23 kanoner for at spare vægt med i stedet udstyret med en enkelt 45 cm torpedo.
Il-2I
Prototype til et panseret jagerfly. Konceptet var udviklet på grundlag af flere luftkampe mellem Il-2 og Luftwaffes bombefly. Projektet opgivet grundet flyets lave hastighed.
Il-2 med M-82 motor
En variant, der blev udviklet mens fabrikkerne blev evakueret i krigens første faser. Projektet opgivet, da motoren ikke var tilstrækkelig kraftig.

## Flyvedygtige fly i dag
En flyvedygtig Il-2M3 eksisterede pr. juni 2014. Flyet var restaureret i Novosibirsk i Rusland. Flyet fløj første gang den 27. september 2011 efter at være blevet restaureret ved Retro Avia Tech for Paul Allens Flying Heritage Collection. Flyet blev restaureret på grundlag af dele fra en Il-2, der var blevet hentet op af en sump nær Pskov. Det restaurerede fly blev dog drevet af en anden motor (Allison V-1710).

## Lande hvori flyet har gjort tjeneste
Folkerepublikken Bulgarien
- Bulgariens luftvåben - modtog 120 Il-2 og 10 træningsfly Il-2U i 1945. Flyene var i tjeneste mellem 1945 og 1954.[40][7]

 Jugoslavien
- Jugoslaviens luftvåben - modtog 213 fly af versionerne Il-2M3 og UIl-2 og benyttede dem indtil 1954.[40][7]

 Mongoliet Folkerepublikken Mongoliet
- Mongoliets luftvåben - modtog 71 Il-2 i 1945. Flyene blev benyttet mellem 1945 og 1954[7]

 Polen
- Polens luftvåben - modtog ca. 230 Il-2 fly mellem 1944 og 1946. De blev trukket ud af tjeneste i 1949.[41][7]

 Sovjetunionen
- Sovjetunionens luftvåben
- Sovjetunionens flådes luftvåben

 Tjekkoslovakiet
- Tjekkoslovakiets luftvåben - modtog 33 Il-2 og 2 træningsfly Il-2U. Flyene blev benyttet mellem 1944 og 1949.[41][7]

 Ungarn
- Ungarns luftvåben - modtog et ukendt antal fly, der blev anvendt mellem 1947 og 1952.[42]